# Volo Korean Air 803
Il 27 luglio 1989 il volo Korean Air 803, un McDonnell Douglas DC-10, si schiantò mentre tentava di atterrare a Tripoli, in Libia. 75 dei 199 passeggeri e membri dell'equipaggio a bordo, più 4 persone a terra, rimasero uccisi nell'incidente. L'incidente fu all'epoca il peggior disastro aereo verificatosi in Libia.

## L'aereo e l'equipaggio
L'aereo coinvolto era un McDonnell Douglas DC-10-30 (numero di serie 47887 e numero di linea 125). Fu costruito nel 1973 e compì il suo primo volo il 17 settembre. Durante il periodo di prova l'aereo venne registrato come N54634. L'aereo era alimentato da tre motori turbogetto General Electric CF6-50C2. Nel 1974, l'aereo fu venduto ad Air Siam e il 25 novembre venne registrato in Thailandia come HS-VGE. Nel 1977, l'aereo di linea fu venduto alla Korean Air (che all'epoca era nota come Korean Air Lines) ricevendo il codice di registrazione coreano HL7328 il 25 febbraio 1977. L'aereo aveva accumulato 49.025 ore di volo e 11.440 cicli di pressurizzazione (decollo/atterraggio). Il comandante era il 54enne Kim Ho-jung, il primo ufficiale il 57enne Choi Jae-hong e l'ingegnere di volo Hyun Gyu-hwan, 53 anni.

## L'incidente
Il volo 803 era un volo internazionale di linea da Seul a Tripoli, con scali intermedi a Bangkok e Gedda. C'erano un totale di 18 membri dell'equipaggio e 181 passeggeri, per lo più lavoratori sudcoreani, che stavano tornando in Libia per lavori da cantiere dopo il congedo a casa. Il tempo al momento dell'incidente consisteva in una fitta nebbia e la visibilità era compresa tra 100 e 800 piedi. Tuttavia, in tali circostanze, l'equipaggio di condotta decise di continuare l'avvicinamento. Avvicinandosi alla pista 27, il DC-10 cadde al di sotto del percorso di planata, poi alle 7:05 (secondo altri dati alle 7:30), si schiantò contro due edifici, si ruppe in tre sezioni ed esplose. Il luogo dell'incidente era all'interno di un frutteto 1,5 miglia (2,4 km; 1,3 nmi) prima della pista 27. 75 persone (72 passeggeri e 3 membri dell'equipaggio) morirono nell'incidente, oltre a quattro persone a terra.
Le società coreane Daewoo e Donga avevano a bordo molti dei loro dipendenti.
A bordo erano presenti 189 sudcoreani, suddivisi in 171 passeggeri e 18 membri dell'equipaggio, 7 libici e 3 giapponesi.

## L'indagine
Su indicazione delle autorità libiche vennero invitati degli specialisti francesi allo scopo di indagare sulle cause dell'incidente, così i registratori di volo vennero inviati in Francia. I rappresentanti americani, incluso il produttore dell'aeromobile, non erano ammessi in Libia in quel periodo, viste le ben note tensioni tra Muʿammar Gheddafi e gli Stati Uniti.

## Conseguenze
Dopo l'incidente, il capitano del volo 803 Kim Ho-jung avrebbe detto: "L'aeroporto era avvolto da una fitta nebbia e la visibilità era scarsa quando mi sono avvicinato. Ho perso il contatto con la torre di controllo per 15 minuti prima dell'incidente." L'agenzia di stampa ufficiale libica JANA scrisse che un aereo di linea sovietico, un'ora prima dell'arrivo del volo 803, era stato dirottato a Malta piuttosto che farlo atterrare in mezzo alla nebbia. Anche il sistema di atterraggio strumentale dell'aeroporto di Tripoli non funzionava al momento dell'incidente.
Un tribunale libico ritenne il capitano e il primo ufficiale colpevoli di negligenza nel dicembre 1990. Sono stati condannati rispettivamente a due anni e diciotto mesi di reclusione. Nel caso del primo ufficiale la pena è stata sospesa.

## Causa
La causa dell'incidente è stata determinata come un errore del pilota nel tentativo di discesa al di sotto dell'altezza di decisione senza che la pista fosse visibile.